# Harrag

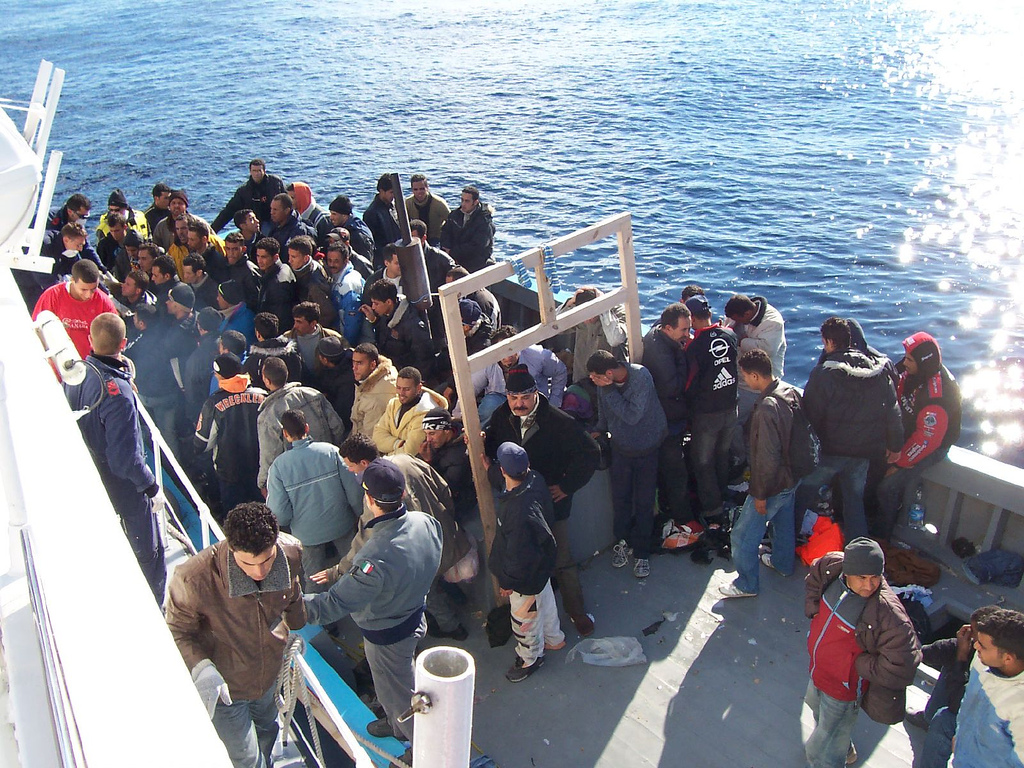
Des gens à bord d'un bateau en Sicile dans la Méditerranée.

Un harrag (au pluriel harraga ou harragas selon l'orthographe rectifiée de 1990) est un migrant clandestin, qui prend la mer depuis les pays du Maghreb (Algérie, Maroc, Tunisie) mais aussi depuis la Libye à bord de pateras (boti  en arabe algérien) ou d’autres embarcations (bateaux de pêche, bateaux pneumatiques à moteur) ou clandestinement dans des cargos, pour rejoindre illégalement la Sardaigne, les côtes andalouses, Gibraltar, la Sicile, les îles Canaries, les enclaves espagnoles de Ceuta et Melilla, les îles italiennes de Lampedusa, Linosa et Pantelleria ou encore Malte. 
Le mot harraga (en arabe : حراقة), est un terme signifiant "resquiller", venant du darija, désignant « ceux qui brûlent ». La Harga est l’action de « brûler les papiers, les lois ». Dans les médias nord africains, le terme est largement utilisé. Le terme harraga peut désigner tout autant celui qui « grille » un visa en séjournant au-delà des délais autorisés, que celui qui passe par la mer sans papiers. Cependant, le terme harraga est plus généralement appliqué aux seconds, puisque les premiers sont communément appelés « sans papiers » ou « clandestins », et sont généralement entrés légalement en Europe, puis sont restés après l’expiration de leurs visas touristiques. 
Les harragas algériens empruntent souvent le couloir Ouest de la mer Méditerranée. La mer Méditerranée est, selon une étude du Haut Commissariat aux Réfugiés, la mer la plus meurtrière au monde en 2014, comptabilisant plus de 207 000 traversées et 3 419 morts. Le recensement officiel des morts en Méditerranée a commencé en 1994.

## Ancêtre de la Harga
L’immigration algérienne vers l’Europe avait pour principale destination la France. Jusqu’en 1947, les Algériens sont des sujets français. Le mouvement migratoire algérien vers la France a commencé en 1905, quand les usines françaises avaient besoin de main d’œuvre à bas coûts. L’immigration s’est accélérée après la suppression du document de voyage obligatoire. Après quelques pressions politiques, la circulaire du 8 octobre 1924 mettait fin à la libre circulation entre l’Algérie et la France. Le conseil d’État annule cette décision peu de temps après, mais le gouvernement prend de nouvelles mesures par décret le 4 août 1926[29]. Certains travailleurs algériens, voulant rejoindre la France pour y trouver du travail, payent des sommes d’argent pour embarquer clandestinement et parfois au péril de leur vie sur des navires à destination de la métropole. Ainsi quelques catastrophes sont les premières manifestations de ce qu’on appelle aujourd’hui[Depuis quand ?] un Harraga. 
En mai 1926 survient la « catastrophe du Sidi Ferruch ». On découvre à bord de ce bateau, plus de vingt indigènes morts étouffés dans des réduits où ils s’étaient cachés pour échapper aux contrôles des autorités de police. En décembre de la même année, onze Algériens sont sortis agonisants des soutes du Charley-le-Borgne à Port-Saint-Louis-du-Rhône. En février 1927, à Port-la-Nouvelle dans l’Aude, quarante-huit « travailleurs » venus d’Algérie sont retrouvés entassés dans les cales du voilier Afrique et privés de nourriture substantielle après avoir payé la somme de 1 000 francs par tête. Quatre d’entre eux périrent ; les survivants furent dirigés à l’hôpital ou… à la prison pour violation des règles relatives à l’entrée et au séjour sur le territoire national.
Le 4 avril 1928, la réglementation suivante est arrêtée : désormais les candidats au départ pour la France doivent produire, en plus d’une carte nationale d’identité, un extrait de casier judiciaire constatant l’absence de condamnation grave, la justification d’un pécule de 150 francs et le versement d’une caution destinée à couvrir les frais de rapatriement.
À l’indépendance, les accords d'Évian garantissaient la liberté de circulation. En 1973, le Président algérien, Houari Boumédiène invoque le racisme anti-algérien pour suspendre l’émigration algérienne de travail. En juillet 1974, la France suspend l’immigration de main d’œuvre, notamment l’immigration algérienne. L’obtention d’un visa est obligatoire en 1986, alors qu’il suffisait, depuis l’indépendance, de détenir un passeport. L’immigration est dès lors beaucoup plus contrôlée. 
Durant la décennie noire, en 1994, les consulats français ferment leurs portes en Algérie. Les demandes de visa sont traitées à Nantes. Les consulats ouvrent à nouveau leurs portes quelques années plus tard, mais le nombre de visas délivrés passe de 800 000 en 1990 à 80 000 en 1998. Le taux de refus de visa pour les citoyens algériens est extrêmement élevé et très nettement supérieur à la moyenne. Environ 35 % des visas demandés sont refusés alors que le taux de refus moyen était de 9,6 % en 2008 pour l’ensemble des consulats de France à l’étranger.

## Voyager sans papier
Les harraga essuient généralement plusieurs refus à leurs demandes de visa avant d’en arriver au choix extrême de rejoindre l’Europe sans documents de voyage, en contournant les points de contrôle frontaliers[réf. nécessaire]. 
Les harraga, s’ils ne périssent pas en mer, sont souvent appréhendés par les garde-côtes puis placés dans un des 393 Centres d’identification et d’expulsion CIE. Dans ces centres, un grand nombre de ces migrants clandestins se brûlent les doigts au fer rouge, avec des clous chauffés à blanc, de l’acide sulfurique ou d’autres produits chimiques, des rasoirs ou du papier de verre. Cette pratique est censée leur éviter d’être identifiés par la police, qui utilise le système Eurodac de la société Steria. Eurodac est une base de données biométrique et décadactylaire (les dix doigts plus la paume de la main) qui répertorie les empreintes de trois catégories d’individus : 
- Catégorie 1, toute personne âgée de plus de 14 ans ayant fait une procédure de demande d’asile dans un des pays membre de l’UE,
- Catégorie 2 : les personnes appréhendées alors qu’elles traversaient les frontières extérieures d’un État membre d’une manière illégale,
- Catégorie 3 : Les personnes vivant clandestinement sur un territoire d’un État membre de l’UE. Les migrants identifiés sont, dans la plupart des cas, reconduits dans leurs pays d’origine[réf. nécessaire].

Plusieurs voies sont empruntées par les migrants pour arriver en Europe. À partir de l’Algérie, les harraga empruntent principalement la route Méditerranée Ouest, qui compte, selon les données de Frontex, 6 200 traversées illégales en 2014. Cette route est empruntée traditionnellement par les Algériens et les Marocains, qui veulent rejoindre l’Espagne, la France ou l’Italie. 
Depuis quelques années, les subsahariens empruntent également cette voie pour arriver en Europe. En 2014, Frontex publie un classement des nationalités empruntant la route Méditerranée Ouest pour rejoindre l’Europe. Les trois premières nationalités du classement sont : les Camerounais, les Maliens et les Algériens. Selon les statistiques de Frontex, 2011 était une année record de traversées coïncidant avec le « printemps arabe » et la période d’instabilité politique qu’ont connu différents pays du sud de la Méditerranée.

### Le voyage des harraga
Les harraga emportent avec eux le minimum vital. Les plus précautionneux prennent des gilets de sauvetage, un GPS sur le téléphone et des rames dans certains cas, car une panne mécanique en mer signifie la perte. Le voyage peut se dérouler en zodiac personnel ou par l´intermédiaire d´un passeur. Les harraga, en groupe de 10 à 20 personnes, payent entre 100 000 et 200 000 dinars (1 500 euros) par personne à un passeur qui se charge de fournir l’embarcation artisanale et le navigateur. 
L’augmentation de l´immigration clandestine a favorisé la création de réseaux mafieux, mieux organisés. Les passeurs recourent désormais en Méditerranée à de gros cargos pour faire des économies d’échelle.
Les voies d’immigration à partir de l’Algérie sont principalement la voie Est vers l’Italie et la voie Ouest vers l’Espagne. Les Harraga effectuent généralement la traversée en été, en raison des conditions climatiques plus favorables, et toujours de nuit. Au niveau mondial, selon les experts de l’Office des Nations Unies contre la drogue et le crime (ONUDC), 5,5 milliards de dollars ont été engrangés par les passeurs et trafiquants, depuis 2014, rien que le long des deux routes migratoires principalement utilisées : de l’Afrique de l’Est, du Nord et de l’Ouest vers l’Europe et de l’Amérique du Sud vers l’Amérique du Nord.

### Quelques chiffres tragiques
Entre 2005 et 2007, 2 340 candidats à l’émigration clandestine ont été interceptés en mer dont 1 301 Harraga au cours d’opérations de sauvetage, selon l’Algérie Presse Service. Entre 2005 et 2008, le nombre des victimes retrouvées sur les côtes algériennes a plus que triplé. En 2008, les garde-côtes algériens ont arrêté plus de 1 300 candidats à l’émigration (âgés de 21 à 27 ans), tandis que les statistiques européennes recensaient quelque 67 000 arrivées clandestines de différentes provenances. 
Selon des chiffres recueillis par des journalistes italiens, le nombre de migrants morts en Méditerranée entre 2009 et 2013 serait de 4 000. 
On a comptabilisé en 2011, 8 450 traversées sur la route Méditerranée ouest. La route Méditerranée Centre a aussi enregistré des chiffres record de départ de la Tunisie et de la Libye : 64 300 traversées. En 2011, année la plus meurtrière en Méditerranée selon les données du Haut Commissariat des Nations unies pour les réfugiés, plus de 1 500 personnes se sont noyées ou sont portées disparues depuis leurs tentatives de traversée vers l’Europe et 58 000 personnes auraient réussi leur traversée[réf. nécessaire].
Le nombre d’Algériens ayant été interceptés sur la route Méditerranée Ouest a fortement baissé. Il est passé de 3 190 en 2010, à 536 en 2013, le nombre total de traversées détectées par cette même voie pour l’ensemble des Harraga toutes nationalités confondues est de 6 838. 
Frontex annonce avoir participé entre 2011 et 2013 à près de 900 opérations de sauvetage de ces embarcations peu adaptées à la haute mer. Dans l’Analyse de Risque annuelle 2014, Frontex déplore la multiplication des traversées en Méditerranée via la Route centrale Méditerranée (+ 288 %). Tout le monde s’accorde cependant à dire que les chiffres ne peuvent être exacts. On ne comptabilise que les migrants arrêtés par les autorités des pays émetteurs ou de destination, les cadavres repêchés et les portés disparus.

### La Harga comme action protestataire
Selon Olivier Fillieule et Mounia Chraibi, la Harga, qu’ils nomment « Les barques de la mort », est cette immigration clandestine qui ressemble souvent à un suicide collectif, et dont le rythme élevé des départs finit par constituer un problème politique interne et diplomatique. Pour ces deux sociologues, la Harga est une forme d’Exit, une résistance à l’autorité, et une forme d’action protestataire.
Marie Thérèse Têtu a établi quatre profils types du migrant algérien irrégulier : les jeunes en quête d’avenir, les femmes en quête de mari ou d’autonomie, les déclassés du passage à l’économie de marché et les « revenus » du retour. Cette classification, qui concerne la population algérienne « clandestine » en France permet une première approche des profils des candidats à la Harga. Les causes économiques, l’espoir d’une vie meilleure peuvent être des motifs au départ. Dans les années 1990 beaucoup de personnes ont fui la guerre civile qui a fait des centaines de milliers de victimes. Certains partent après avoir épuisé toute voie légale pour aller en Europe. L’expression « Nris’ki » (je prends le risque) est parfois utilisée pour parler de la Harga dans le langage algérien. Le Harraga sait qu’il risque de ne pas arriver à ses fins. 
La Harga est perçue par des jeunes algériens candidats à l’immigration, comme une aventure et le Harrag comme un héros mythique, qui réussit à faire le voyage d’une rive à l’autre de la Méditerranée, sans documents de voyage, sur une embarcation de fortune. Les femmes qui participent au voyage clandestin sont souvent victimes de violences.

### Externalisation de la surveillance des frontières
Pour Emmanuel Berson, face aux politiques de fermeture de l’Europe, les  migrants n’ont d’autre choix que de continuer leur mouvement et s’affranchir de l’obstacle, quitte à passer par des réseaux spécialistes du contournement. L’apparition de la Harga dans les années 1990, correspond à une période où le besoin d’émigrer était fort, et pendant laquelle les politiques migratoires devenaient de plus en plus restrictives. Dans les années 1990 en effet, la situation sécuritaire et économique était très précaire en Algérie. La politique migratoire européenne, de plus en plus restrictive ne laissant à de nombreux candidats à l’immigration plus que le choix de traverser la Méditerranée sur des embarcations de fortune. Les politiques conduites par l’Europe, dans son objectif « Justice, liberté et sécurité », pèsent de plus en plus lourdement sur les pays du Maghreb. Il s’agit non seulement d’une externalisation de l'asile, mais aussi de l’externalisation de la répression et de l’enfermement des migrants par les pays du Maghreb. 
Cette politique passe par une coopération avec les pays du Sud de la Méditerranée, avec dans certains cas, la mobilisation de Fonds de Solidarité Prioritaires, cœur de l’aide au développement, dans des projets ayant pour finalité le contrôle des flux migratoires. En Algérie par exemple, le soutien de l’Union Européenne à la police algérienne est passé de 50 000 000 euros dans le cadre de MEDA I en 1996, à 100 000 000 d’euros dans le cadre de MEDA II en 2000, avec comme objectif un meilleur contrôle des flux transfrontaliers et la lutte contre l’immigration clandestine via l’organisation de séminaires et formations, ainsi que la délivrance d’équipements et une création de l’Office central de lutte contre l’immigration irrégulière en Algérie. Les formations du programme s’adressent aux services de sécurité et de surveillance de frontières, aux gardes frontières et aux magistrats, avec la participation d’experts français et d’experts désignés par l’Union Européenne.
Selon Ai Bensâad, « c’est parce que les pays maghrébins ont durci « la chasse aux migrants » que les Algériens ne peuvent plus utiliser les passages fonctionnels et moins dangereux dans les pays voisins et qu’ils ont donc été amenés à prendre plus de risques en partant depuis l’Algérie dont les itinéraires sont plus dangereux ». Ainsi, s’il y a des passages beaucoup moins dangereux que d’autres, comme la route du Maroc vers l’Espagne, qu’ils ne peuvent plus emprunter à cause de la surveillance accrue. Les clandestins n’ont plus le choix aujourd’hui que d’emprunter des voies réputées moins surveillées, afin de ne pas être repérés, prenant ainsi le risque de faire un plus long trajet, beaucoup plus dangereux.

### La Harga, une cinquième vague d’immigration
Michel Collyer reprend les trois générations d’immigration algériennes classifiés par Abdelmalek Sayad, et en rajoute une quatrième, résultant clairement des changements politiques et sociaux dramatiques qu’a connus l’Algérie durant les années 1980. En pleine crise politique et changements en réponse aux structurations dictées par le FMI, le taux de chômage était des plus élevés et l’État rentier était en crise à la suite de la chute des prix du pétrole. S’ensuit une décennie de guerre civile, déclenchée par l’arrêt du processus électoral au premier tour, après la victoire des islamistes. C’est en 2003, qu’émerge ce que M. Collyer suggère de nommer un cinquième âge de l’immigration (une cinquième génération) qui inclut l’émergence de stratégies d’immigrations à hauts risques. Les trois grandes transformations sont : Le phénomène des harraga, le retour d’une migration vers l’Algérie et l’apparition d’une immigration permanente de subsahariens en Algérie. Ce cinquième âge est complètement différent de l’immigration qu’observait Abdelmalek Sayad quelques décennies auparavant. Les lois Pasqua (1986 et 1993) sont selon lui essentielles dans la transformation de ce mouvement.

### Les réponses étatiques à la Harga
Durant les années 2000, l’immigration clandestine émerge comme un problème public en Algérie et dans les pays émetteurs et récepteurs de Harraga. Les familles des disparus en mer appuyées par des associations de défense des droits de l’Homme se sont parfois constituées en associations. Le phénomène de la Harga, prenant beaucoup d’ampleur, a fini par sensibiliser les autorités publiques, qui le réduisaient, jusque-là à une simple infraction à la loi. Le premier ministre Ahmed Ouyahia déclarait en  janvier 2009 que la Harga était une « tragédie nationale ». 

### Algérie: criminalisation de la Harga
Jusqu’en 2008, le gouvernement algérien a  traité le problème de la Harga, qui n’existait pas dans le code civil, avec la loi maritime. La loi maritime servait de matrice juridique à la « chasse aux harraga ». Les personnes qui étaient interceptées lors de leurs tentatives de Harga pouvaient faire de la prison. Les charges retenues par la police maritime contre les harraga sont les suivantes : « Franchissement illégal de la frontière », « circulation en mer sans documents de navigation », « mise en danger de la vie d’autrui », « facilitation de l’émigration clandestine ». Le délit « d’émigration clandestine » imputable aux nationaux, était inexistant dans les lois algériennes. Le « vide juridique » a été largement compensé par la poigne de fer des juges. Les peines d’emprisonnement prononcées jusque-là l’ont été suivant un seul article du code maritime, l’article 545 qui ne traite pourtant que des « passagers clandestins » et des « passeurs ». 
Les accords entre l’Algérie et la France, et l’Algérie et l’Europe, dans la logique de ce que le sociologue Jérôme Valluy nomme « l’externalisation de l’asile » tendent à des accords de coopération entre les différentes autorités, afin de réguler les flux migratoires. L’une des manifestations de cette coopération est la construction de camps de détention dans le désert algérien. L’Algérie a durci son traitement des questions migratoires après des négociations avec l’Europe, mais aussi en réaction à sa transformation en pays récepteur de migrations. Ainsi l’Algérie est une destination finale pour de nombreux réfugiés subsahariens, venus
chercher du travail. La main d’œuvre étrangère issue des migrations subsahariennes en Algérie est passée de 543 travailleurs étrangers en 1999 à 32 000 en 2006.
Pour l’universitaire et spécialiste des flux migratoires Ali Bensaâd, le Maghreb sous-traite désormais pour l’Europe, le caractère « spectaculaire » du phénomène des harraga est en train de « remettre les choses en place » « Les maghrébins qui font la police pour l’Europe, ne sont pas du bon côté du bâton, même s’il jouent à l’oublier » « alors qu’elle se félicite de la chute du mur de Berlin, l’Europe, pousse les pays du Maghreb à inventer le crime d’émigration illégale, alors que du point de vue du droit international, ce qui est criminel, ce n’est pas le fait pour un individu d’émigrer, c’est le fait, pour une autorité publique, de tenter de l’empêcher ».
En 2008 le gouvernement algérien fait voter une loi criminalisant la Harga. L’Algérie signe une « feuille de route d’accompagnement de l’accord d’association » avec l’union européenne, lors de la réunion du Comité d’association du 16 septembre 2008, qui identifie plusieurs secteurs prioritaires « notamment la migration, les questions commerciales ou encore l’énergie », mais le pays serait revenu sur sa position depuis. La « sortie illégale du territoire » est devenue, à l’automne 2008, un délit passible de 6 mois de prison (10 ans pour les passeurs), en dépit de la Déclaration universelle des droits de l’homme de 1948 qui stipule pourtant que « toute personne a le droit de quitter tout pays, y compris le sien, et de revenir dans son pays ». Les associations de défense de droits de l’homme et les associations des familles de harraga dénoncent cette loi.
Cette réforme de la justice algérienne est très répressive. Elle prévoit :
- Article 175 bis 1 du code pénal modifié : une criminalisation de la « sortie irrégulière du territoire ;
- Les articles 42 et 44 loi 08-11 : un emprisonnement de 2 à 6 mois pour les algériens et les étrangers résidents et 6 mois à 2 ans pour les étrangers non résidents en situation régulière et de 5 ans en cas de soustraction à la reconduite à la frontière ou récidive ;
- L’article 46, loi 08-11 : La création d’un « délit de solidarité », l’article prévoit des peines de prison allant de 2 à 5 ans pour les personnes qui « directement ou indirectement facilitent ou tentent de faciliter l’entrée, la circulation, le séjour ou la sortie de façon irrégulière d’un étranger en Algérie ». En plus de la création de « Centre d’attente » pour les étrangers en situation irrégulière susceptibles d’être reconduits à la frontière avec une durée de détention de 30 jours renouvelables[43].

### La religion comme moyen de dissuasion
Dans cette politique de criminalisation de la Harga, l’État algérien recourt aussi à la religion pour interdire les départs. Ainsi, le Ministère des Affaires religieuses en Algérie a annoncé une « Fetwa » en septembre 2007, interdisant aux harraga de risquer leurs vies en mer pour rejoindre l’Europe, car la Harga est apparentée au suicide, qui est interdit dans la religion musulmane.
En juin 2010 se déroule le 5e Conseil d’association UE-Algérie. Un programme indicatif national 2011-2013 est signé, 172 millions d’euros sont prévus pour le développement durable, la culture, la croissance et l’emploi, précisant « tous les programmes induisant un développement économique et social contribuent à fixer les populations et réduire la pression migratoire ».
L’Agence européenne pour la gestion de la coopération opérationnelle aux frontières extérieures Frontex est créée en 2004 après l’adoption du programme de La Haye portant notamment sur la politique d’externalisation de l’asile. Frontex est opérationnelle depuis le 3 octobre 2005. En 2007, l’opération Nautilus était une des premières opérations pour le contrôle des côtes méditerranéennes et l’interception des harraga. L’emprunt récurrent à la mythologie pour nommer les luttes contre l’immigration est significatif pour démontrer l’angoisse cultivée par cette « menace » de l’invasion d’étrangers. 
Le 3 janvier 2014, Fabrice Leggeri, tout juste nommé directeur exécutif de Frontex déclarait à propos des missions de l’agence : « La politique de l’Union consiste à faire passer un message simple : non, ce n’est pas quelque chose de banal que de tenter la traversée de la Méditerranée sur de tout petits bateaux ». L’Italie a même utilisé des sous-marins pour arrêter des clandestins sur leur bateau avec les passeurs. L’opération faisait partie de Mare Nostrum, une opération Frontex qui coûte 9 millions d’euros par mois.

### Réponse européenne: l’espace Schengen
L’Europe a durci sa politique migratoire.[réf. nécessaire] Le traitement subi par les harraga arrêtés sur les côtes européennes est souvent dénoncé, et plusieurs cas de maltraitance ou de décès sont à dénombrer[réf. nécessaire]. Pour ce qui est du traitement de la Harga dans la mer, avant d’arriver sur le sol européen, les dépassements sont nombreux. Ainsi, l’Italie par exemple, une des principales destinations des bateaux de la Harga, via la Sardaigne a été condamnée par la cour européenne pour avoir détourné un bateau de migrants, intercepté par Frontex à quelques miles de la côte italienne, vers la Libye, où ils ont été tout de suite emprisonné, sans avoir préalablement été identifiés[réf. nécessaire]. 
L’Union européenne dépense des sommes considérables pour l’expulsion de clandestins. En 2010, Frontex dépense 8 525 782 euros pour le rapatriement via charters, de 2 038 personnes (Opération Join Return 2010). Le budget de fonctionnement total de l’Agence en 2013 était de 85,7 millions d’euros. En 2011, lors de la hausse du taux de tentatives de Harga, le budget de l’agence s’élevait à 118,2 millions d’euros. La patrouille est composée de navires puissants, dotés de systèmes avancés de surveillance. Frontex dispose depuis 2011, du système Eurosur, un système d’échange d’information avec plusieurs pays. Des accords ont été signés avec plusieurs pays. Certains de ces accords qui permettent à Frontex d’accéder au large des côtes des pays en question, afin d’intercepter les candidats à l’émigration. Au sein de l’Union européenne, la direction qui s’occupe des questions migratoires
a peu à peu fusionné avec celles s’occupant de la sécurité et de la délinquance[réf. nécessaire].

## Les harraga dans l’Art

### Musique
- Bendir Man, H’biba Ciao
- Lotfi Double Kanon, ya lebhar
- Reda Taliani et 113, Partir loin
- Sniper, Eldorado, album Trait pour Trait, 2006
- Zebda, Harragas (les brûlés), album Second tour, 2012
- Younès, Harraga (2022)
- The Blaze, Territory (2017)

### Films
- Yacine, Rôme plutôt que vous, 1 h 51, 2006
- Merzak Allouache, Harragas, 97 minutes, 2009
- Barcelone ou la mort de Irdrissa Guiro, 52 minutes, 2007

### Livres
- Boualem Sansal, Harraga, Éditions Gallimard, 2005.
- Carl de Suza, Ceux qu’on jette à la mer, Éditions de l’Olivier, 2001.
- Jean-Baptiste Sourou, Chronique d’un été glacial: le rêve naufragé des Africains, Éditions du Cèdres, 2014. Le livre a reçu la mention Honorable du Prix International Solidarité avec les Réfugiés[réf. nécessaire].

### Série télévisée
- Harga (ar) ou Le Chemin du Paradis, série télévisée tunisienne de Lassaad Oueslati, 2021[49].